# Звезден прах (филм)
„Звезден прах“ (на английски: Stardust) е британски фентъзи филм от 2007 година на режисьора Матю Вон по негов сценарий в съавторство с Джейн Голдман, базиран на едноименния роман на Нийл Геймън от 1998 година.
Историята разказва за младия Тристан (Чарли Кокс), тръгнал да търси паднала звезда, превърнала се в красива девойка на име Ивейн (Клеър Дейнс). По време на пътешествието си той достига тайнствена забранена земя отвъд пределите на селото, където се срещат пирати (Робърт Де Ниро), вещици (Мишел Пфайфър) и други магични образи.
През 2008 г. филмът печели награда Хюго за най-добро сценично представяне, дълга форма.

## В България
На 28 март 2010 г. филмът е излъчен по „Нова телевизия“ (с дублаж в превод на Габриела Георгиева), а на 20 декември 2019 г. – „bTV Cinema“ (с друг дублаж).